# Acacia triquetra
Acacia triquetra é uma espécie de leguminosa do gênero Acacia, pertencente à família Fabaceae.